# Згорнє Єзерсько
Згорнє Єзерсько (словен. Zgornje Jezersko) — поселення в общині Єзерсько, Горенський регіон, Словенія. Висота над рівнем моря: 889,3 м. У перекладі з словенської назва перекладається як «Верхнє озеро». Основні види діяльності, якими займаються місцеві жителі: туризм, тваринництво та лісове господарство.